# Гравітація
Гравіта́ція або тяжіння, притягання — властивість тіл із масою притягуватись одне до одного. Гравітаційна взаємодія найслабша із фундаментальних взаємодій, однак її визначною особливістю є те, що тіла, які мають масу, завжди притягаються одне до одного. Притягання дуже великих мас в астрономічних вимірах створює значні сили, завдяки яким світ є таким, котрим людина його знає. Зокрема, гравітація є причиною земного тяжіння, унаслідок якого предмети падають додолу. Законами гравітації визначається рух Місяця навколо Землі та Землі й інших планет навколо Сонця.

## Вступ
Сучасна наука про тяжіння почала виникати в епоху наукової революції. Один із основоположників природознавства, Галілео Галілей першим почав проводити досліди з падінням тіл, використовуючи зокрема Пізанську вежу, та скочування з похилої площини. Своїми дослідженнями він довів, що прискорення, яке отримують тіла в полі тяжіння Землі, не залежить від їхньої ваги, спростувавши твердження Арістотеля, що важчі тіла падають швидше. Галілей правильно розтлумачив деякі відхилення від свого твердження, як наслідок опору повітря. Досліди Галілея відкрили шлях до Ньютонової теорії всесвітнього тяжіння.
Закон всесвітнього тяжіння був вперше представлений Ісааком Ньютоном 1687 року в роботі "Математичні начала натуральної філософії". Цей закон знайшов застосування в астрономії. Спираючись на нього, Ньютон вивів відкриті раніше Кеплером закони руху планет. Теорія Ньютона заклала основи динаміки Сонячної системи і відкрила можливості точного передбачення руху планет, їхніх супутників та комет.
1916 року на зміну теорії Ньютона прийшла загальна теорія відносності, розроблена Альбертом Ейнштейном. У цій теорії, гравітаційну взаємодію пов'язано з викривленням простору-часу поблизу масивних тіл. Різниця між теоріями Ньютона і Ейнштейна виявляє себе лише тоді, коли тіла рухаються зі швидкістю близькою до швидкості світла або гравітаційні поля є дуже потужними (наприклад поблизу нейтронних зірок та чорних дір). Для більшості прикладних потреб, коли справа стосується слабких гравітаційних полів і невеликих швидкостей, Ньютонове визначення є достатньо точним.

## Ньютонів закон всесвітнього тяжіння

Закон гравітації Ньютона

Ньютонів закон всесвітнього тяжіння стверджує:
- Два тіла з масами m1 та m2 притягують одне одного із силою F прямо пропорційною добутку мас і обернено пропорційною квадрату відстані між ними:

{\displaystyle F=G{\frac {m_{1}m_{2}}{r^{2}}}}
Коефіцієнт пропорційності називається гравітаційною сталою. Її величина 
{\displaystyle G=(6{,}6742\pm 0{,}0010)\cdot 10^{-11}} м3 кг-1 с-2
Наведена вище формула дозволяє обчислити лише абсолютну величину сили тяжіння. Повнішим є векторне рівняння, що описує як величину гравітаційної сили так і її напрямок:
{\displaystyle \mathbf {F} _{12}=-G{m_{1}m_{2} \over r_{12}^{2}}\,\mathbf {\hat {r}} _{12}}
Величини, виділені жирним шрифтом, позначають вектори. 
- {\displaystyle \mathbf {F} _{12}} — вектор сили, з якою тіло 1 діє на тіло 2;
- {\displaystyle \mathbf {\hat {r}} _{12}} — одиничний вектор напрямлений від тіла 1 до тіла 2;
- {\displaystyle r_{12}} — відстань між тілами 1 та 2.

Загалом, наведені тут формули справедливі лише для точкових об'єктів. Якщо тіла мають просторові розміри, силу притягання між ними, слід рахувати шляхом інтегрування сили у векторній формі по об'ємах двох тіл. Можна показати, що для тіла зі сферично-симетричним розподілом мас, інтеграл дає ту саму силу тяжіння за межами цього тіла, яку б давала точкова маса розташована у центрі тіла.
Прискорення тіла під дією гравітаційних сил не залежить від маси цього тіла. Дана властивість пов'язана з тим, що сила тяжіння пропорційна масі тіла. Цей факт є особливою рисою притаманною закону всесвітнього тяжіння. Маса тіла визначається як мірило його інерційності. Виходячи із загальних міркувань, гравітаційне притягання — зовсім інше явище, ніж інерція. Через це, взагалі-то можна ввести дві різні величини: інерційну масу, яка описувала б відгук певного тіла на дію сили, та гравітаційну масу, яка описувала б притягання. Однак, досліди свідчать про те, що ці дві величини пропорційні, а в більшості систем фізичних одиниць — рівні, одна одній. Рівність інерційної та гравітаційної мас, згодом була взята за основу загальної теорії відносності як основний постулат. У викладі Ньютонівської теорії припускається, що зміна положення тіл веде до миттєвої зміни створюваного ними поля. Тобто, вважається, що взаємодія поширюється з нескінченною швидкістю. Дане припущення суперечить принципам спеціальної теорії відносності, яка обмежує найбільш можливу стрімкість поширення взаємодії, швидкістю світла. У зв'язку з цим теорія Ньютона непридатна для опису гравітаційної взаємодії тіл, що рухаються з релятивістськими (тобто близькими до швидкості світла) швидкостями. Її також не можна застосовувати у разі наявності потужних гравітаційних полів, які здатні прискорити тіла до релятивістських швидкостей.
Теорію тяжіння Ньютона називають також нерелятивістською теорією гравітації.

### Спроби знайти механізм гравітації
Закон Ньютона, хоча і дуже добре відтворює гравітацію чисельно, не дає ніякого механізму, що пояснював би, чому цей закон саме такий. Тож впродовж XVIII-XIX  століття з'явилося багато теорій, що спробували заповнити цю білу пляму. Наприклад, 1756  року Жорж-Луї Лесаж запропонував теорію, згідно з якою всесвіт був заповнений частинками, що безладно літали і вдарялися об будь-яке тіло. Коли два предмети перебувають поруч, вони перекривають один одного від цих частинок, отже тиск, котрий ці частинки розвивають, стає нерівномірним і він штовхає тіла одне до одного. Ця теорія дозволяла пояснити квадратичний закон, а також залежність гравітації від маси (припускаючи, що масивні частинки посідають лише малу частку об'єму речовини, що, до речі, підтвердилося — майже вся маса атомів зосереджена в атомному ядрі. Проте цій теорії притаманне явище, яке спостереження не підтверджують — опір "ефірного вітру" будь-яким тілам, що рухаються.

## Загальна теорія відносності

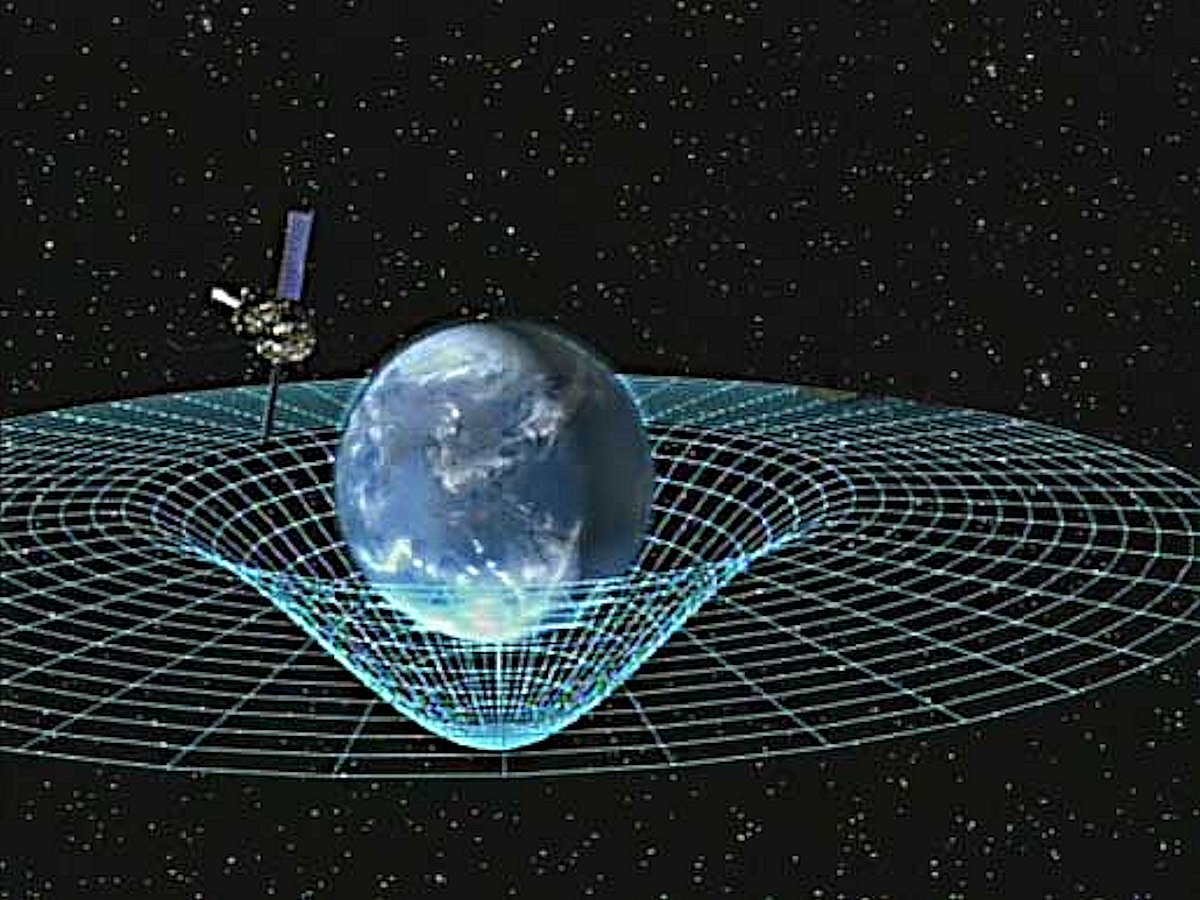
Двовимірне представлення викривлення чотиривимірного простору-часу, що створюється масивними об'єктами

Загальна теорія відносності (ЗТВ) — це релятивістська теорія гравітації, оприлюднена Альбертом Ейнштейном 1915 року. На відміну від нерелятивістської Ньютонівської теорії тяжіння, ЗТВ придатна також для вираження гравітаційної взаємодії тіл, що рухаються зі швидкостями, близькими до швидкості світла. Її також можна застосовувати у випадку потужних гравітаційних полів, наприклад поблизу нейтронних зірок та чорних дір (однак лише у тому разі, коли можна знехтувати квантовими ефектами). 
Загальна теорія відносності —  нелінійна, а це означає, що в загальному випадку гравітаційне поле не має властивості адитивності. Поле, створене двома тілами, не дорівнює сумі полів, створених цими тілами, взятими окремо.
У Сонячній системі явища ЗТВ виявляють себе крихітними відхиленнями наявних траєкторій руху планет та інших космічних тіл (насамперед Меркурія) від орбіт, розрахованих у викладі теорії Ньютона.

### Принцип еквівалентності
Положення про рівність гравітаційної й інертної мас, наводить на думку про еквівалентність гравітації та руху з прискоренням. Справді, система (наприклад космічний корабель або ліфт), яка рухається з прискоренням, що дорівнює прискоренню вільного падіння в гравітаційному полі Землі (g), створюватиме в цьому місці простору такі ж самі впливи, що й поле тяжіння. Усі предмети, що містяться в цій системі, так само як і тіла в полі тяжіння, матимуть однакове за значенням і напрямком прискорення. Перебуваючи усередині системи, що прискорено рухається, не можна жодним способом відрізнити рух із прискоренням від тяжіння. Саме ця можливість еквівалентної заміни тяжіння, рухом із пришвидшенням, називається принципом еквівалентності Ейнштейна.
Певною мірою це було відомим і до Ейнштейна. Але, по-перше, Ейнштейн поширив принцип еквівалентності з механічних явищ на всі явища природи (разом, наприклад, зі світлом). По-друге, до Ейнштейна, еквівалентність тяжіння і руху з пришвидшенням розглядалася в мовчазному припущенні про миттєве поширення гравітаційної взаємодії. Завдання Ейнштейна полягало в тому, щоби зберегти положення еквівалентності в умовах справедливості сформульованого ним самим спеціального принципу відносності, відповідно до якого жоден сигнал (у тому числі й гравітаційна взаємодія) не може поширюватися зі швидкістю, більшою за швидкість світла. Цю задачу він розв'язав у загальній теорії відносності.

### Гравітаційне червоне зміщення
Астрономи давно виявили, що світло, яке проходить поблизу великих астрономічних об'єктів, має червонуватий відтінок. Сучасна теорія гравітації теоретично підтверджує цей факт.
Світло — це потік фотонів (безмасових нейтральних частинок, що відповідають за передавання електромагнітної взаємодії).  Фотон розповсюджується таким чином, щоби подолати шлях між двома точками в просторі, за найменший час, тобто вздовж геодезичної лінії. У викривленому просторі поблизу масивних тіл геодезична лінія не збігається із прямою лінією Евклідового простору. Як наслідок, пролітаючи поблизу зірок, фотон може змінювати траєкторію. Це один із висновків загальної теорії відносності й одне з її експериментальних підтверджень.
В гравітаційному полі енергія фотона змінюється, отже й, змінюється частота електромагнітної хвилі. Це явище називають гравітаційним червоним зміщенням. Це позначається на частоті хвильових коливань фотона — вона знижується. Звідси червоний відтінок світла, котре проходить повз зорі, та інші масивні астрономічні об'єкти. 

### Швидкість гравітації
У загальній теорії відносності швидкість гравітації дорівнює швидкості світла. З іншого боку, квантова теорія також передбачає, що, оскільки радіус дії гравітації нескінченний, гравітон має бути безмасовим, а отже рухатись зі швидкістю світла. 
Експериментально встановити швидкість гравітації дуже важко. 2012 року китайські науковці під керівництвом Танга Кейюна заміряли її, спостерігаючи за припливними силами, що діяли на Землю під час сонячного затемнення. 2016 року, під час визначення гравітаційних хвиль, було встановлено обмеження на відношення швидкостей гравітації і світла на рівні однієї стомільйонної.

### Тонкі ефекти загальної теорії відносності
У ЗТВ виникає ціла низка нових явищ, що були відсутні у класичній теорії. Ось деякі з них:
- Сповільнення плину часу у гравітаційному полі і пов'язане з ним гравітаційне червоне зміщення
- Гравітомагнетизм —  додаткові сили, що діють на пробні маси з боку тіл, які обертаються. Серед гравімагнітних ефектів можна виділити:
  - Ефект Лензе — Тіррінга —  прецесія площини обертання тіла
  - Геодезична прецесія —  коливання осі власного обертання тіла
- Гравітаційні хвилі

Деякі з цих ефектів не були зареєстровані до останнього часу через свою малу величину у полях, що можуть спостерігатися у Сонячній системі. Але супутник Gravity Probe B, котрий був запущений у 2005 році і вів роботу до 2011, здійснив низку вимірів надзвичайної точності, що повністю збіглися з передбаченнями ЗТВ.

### Гравітаційне випромінювання
Одним з найважливішим пророкувань загальної теорії відносності є гравітаційне випромінювання, що виникає через скінченність швидкості гравітації.
Його можуть виробляти тільки системи зі змінним квадрупольним або більш високими мультипольними моментами, цей факт свідчить про те, що гравітаційне випромінювання більшості природних джерел спрямоване і це суттєво ускладнює його відкриття.
Потужність гравітаційного джерела пропорційна {\displaystyle (v/c)^{2l+2}}, якщо мультиполь має електричний тип, і {\displaystyle (v/c)^{2l+4}}, якщо мультиполь — магнітного типу, де v — характерна швидкість руху джерел в системі, що випромінює, а с — швидкість світла. Отже, домінантним моментом буде квадрупольний момент електричного типу, а потужність відповідного випромінювання дорівнює:
{\displaystyle L={\frac {1}{5}}{\frac {G}{c^{5}}}\left\langle {\frac {d^{3}Q_{ij}}{dt^{3}}}{\frac {d^{3}Q^{ij}}{dt^{3}}}\right\rangle }
де {\displaystyle Q_{ij}} — тензор квадрупольного моменту розподілу мас системи. Константа {\displaystyle {\frac {G}{c^{5}}}=2{,}76\cdot 10^{-53}} (1/Вт) дозволяє оцінити порядок величини потужності випромінювання.
Деякий час гравітаційні хвилі не піддавалися прямому вимірюванню й існувало лише непряме свідчення їхнього існування — сповільнення періоду обертання  у парних системах двох нейтронних зірок.  Проте 2015 року експеримент LIGO зміг вловити гравітаційну хвилю, породжену злиттям двох чорних дірок. Пізніше, 2016-го, LIGO вловив слід ще однієї такої події. Тож, можна казати про початок гравітаційно-хвильової астрономії.

### Деякі відомі розв'язки рівнянь загальної теорії відносності
- Метрика Шварцшильда — для сферично-симетричного розподілу мас
- Метрика Райсснера - Нордстрема — для об'єктів, що мають електричний заряд
- Метрика Керра — для об'єктів котрі обертаються
- Розв'язок Керра-Ньюмена — для об'єктів, які заряджені й обертаються
- Метрика Фрідмана — Леметра — Робертсона — Вокера — для нескінченного однорідного простору (використовується для опису Всесвіту і його еволюції)

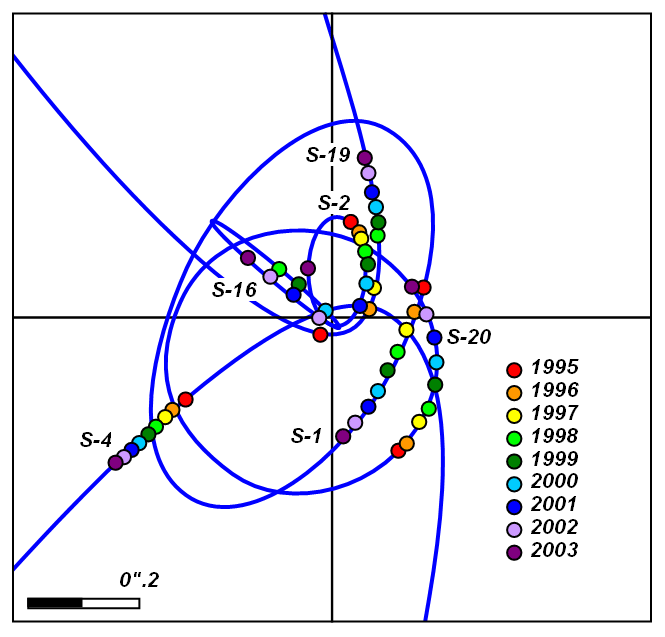
Траєкторії зірок, найближчих до центру Галактики за даними спостережень 1995–2003 років

Одними з найбільш незвичайних наслідків рівнянь ЗТВ стали деякі з їхніх розв'язків, котрі передбачали існування сингулярностей. 
Об'єкти, що їх описують такі рішення, мають генерувати гравітаційні поля нескінченної напруженості. Такі гіпотетичні об'єкти назвали чорними дірами і згодом було доведено, що вони існують у дійсності. Велетенські надмасивні чорні діри розташовані в центрі більшості галактик, а чорні діри зоряних мас виникають як кінцевий етап еволюції важких зірок внаслідок гравітаційного колапсу. 2015 року було доведено існування парних систем чорних дір у досліді LIGO.

## Складнощі квантової теорії гравітації
У квантовій теорії гравітації взаємодія передається за посередництвом гравітонів — умоглядних безмасових частинок зі спіном 2 (подібно до того, як електромагнітна взаємодія в квантовій електродинаміці передається за допомогою фотонів).
У квантовій теорії поля виникають нескінченні величини (розбіжні інтеграли). На відміну від інших фундаментальних взаємодій, у квантовій теорії гравітації проблему розбіжностей не вдається розв'язати шляхом процедури перенормувань. Це робить квантову теорію гравітації внутрішньо суперечливою і непридатною для застосування в масштабах енергії, відстані і часу, порівняних з планківським. Точніше, існує великий "пробіл" між масштабом електрослабкої взаємодії (~1 ТеВ) й планківським масштабом квантової гравітації {\displaystyle 10^{19}} ГеВ. З точки зору космології це великий розрив (120 порядків величини) між квантово-гравітаційним планківським масштабом величини спостережуваної космологічної сталої. 
Несуперечлива квантова теорія гравітації на сьогоднішній день ще не створена, проте існує кілька напрямів, що вважаються перспективними:

### Теорія струн
У ній замість точкових частинок, розглядаються струни, або їхні багатовимірні аналоги, брани. Також вводяться додаткові мікроскопічні виміри, в яких рухаються ці частинки.

### Петльова квантова гравітація
У петльовій теорії гравітації простір і час вважаються дискретними, і вони лише на великих масштабах утворюють гладкий і неперервний простір-час. Ці маленькі комірки простору-часу, особливим способом з'єднані між собою. Таким чином, ПТГ уникає сингулярностей і деяких інших проблем квантових теорій гравітації.

### Альтернативні теорії
Існує велика кількість інших теорій, що постулюють більш радикальні зміни або взагалі суперечать загальній теорії відносності. Вони мають різний ступінь розробки, проте жодна з них ще не є підтвердженою. Для деяких з них ще в принципі не придумані експерименти, за якими їх можна було б відрізнити від ЗТВ.
- Біметричні теорії гравітації
  - Релятивістська теорія гравітації
  - Теорія Бранса — Дікке (1961) — побудована додаванням до ЗТВ нового скалярного поля.
- Індукована гравітація[en] (1967), запропонована Андрієм Сахаровим, передбачає кристалічну природу простору-часу, і постулює нульовий лагранжіан. У ній теорія гравітації виводиться з квантової теорії поля, і є, таким чином, вторинною.[6][7]
- ƒ(R) гравітація[en] (1970), передбачає, що у виразі Ейнштейна-Гільберта для функціоналу дії фігурує не скаляр Річі R, а деяка функція від нього.[8]
- Супергравітація (1976) — спроба об'єднати суперсиметрію і гравітацію.
- Модифікована ньютонівська динаміка(MOND)(1981), запропонована Мордехаєм Мілгромом модифікація другого закону Ньютона у випадку малих прискорень.
- Самопродукуюча космологічна теорія гравітації (1982), запропонована Г.А. Барбером модифікація теорії Бранса-Дікке, що допускає самоутворення матерії.
- Несиметричні теорії гравітації[en] (NGT) (1994) Джона Моффата. Передбачує введення нового типу взаємодії, що разом з гравітацією виражається одним тензором взаємодії.
- Конформна теорія гравітації[en] — спроба побудувати такі рівняння теорії гравітації, що були б інваріантні відносно конформних трансформацій.[9]
- Скаляр-тензор-векторна теорія гравітації[en] (TeVeS) (2004), релятивістська модифікація MOND запропонована Якобом Бекенштейном.
- Ентропійна гравітація, відмовляє гравітації в основоположності, а намагається вивести її з принципів другого закону термодинаміки, як наслідок тенденції систем до збільшення ентропії.
- Теорія надплинного вакууму[en] (SVT) тлумачить гравітацію і викривлення простору-часу, як квазічастинки у надплинному просторі.
- Теорія частинок-хамелеонів[en](2004) Джастіна Хорі і Аманди Велтман[en], передбачає існування частинок зі змінною масою.
- Теорія пресуронів[en] (2013), Олівера Міназзолі і Ауреліна Хіса.

## Невирішені питання
Існують спостереження, що не повністю можуть бути відповідно описані у межах наявної теорії, і, можливо, вказують напрямки її розвитку, а можливо мають бути пояснені іншим чином. Ось деякі з них:

Порівняння передбаченого (A) і реального (B) розподілу швидкостей обертання зірок навколо галактичного центру

- Надшвидкі зорі: графік швидкості обертання зірок навколо центру галактики не збігається з теоретичним. Можливо, ця аномалія пояснюється темною матерією. Також, модифікована ньютонівська динаміка дає своє вирішення цього питання.
- Пролітна аномалія: гравітаційний маневр дає кораблям більший приріст швидкості, ніж передбачається.
- Розширення з прискоренням: швидкість розширення Всесвіту зростає. Для пояснення цього використовується концепція темної енергії, проте її природа не є зрозумілою.
- Аномальне збільшення астрономічної одиниці: за спостереженнями, орбіта Землі змінюється не зовсім так, як це передбачає теорія.
- Енергетичні фотони: фотони реліктового випромінювання несуть більше енергії, ніж передбачено. Згідно з деякими теоріями, це може свідчити про те, що на великих обсягах гравітація підкоряється не квадратичному закону.[10]
- Надвеликі хмари водню: дослідження лісу Лайман-альфа показують, що міжзоряні хмари водню значно більші, ніж це передбачено.
- Сила: гравітація дуже слабка. Сильна взаємодія (найсильніша взаємодія) сильніша за слабку (третя за силою) в мільярд разів, тоді, як слабка взаємодія потужніша за гравітацію в сто мільярдів мільярдів мільярдів разів.

## Значення гравітації
Попри слабкість гравітації, саме вона визначає еволюцію нашого Всесвіту на великих масштабах. Це пов'язано з тим, що, по-перше, гравітація є далекодійною, на відміну від сильної і слабкої взаємодії, а по-друге, на відміну від електромагнітної, не відштовхує, а лише притягує предмети.
На ранніх стадіях його існування, Всесвіт був однорідним, проте гравітаційна нестійкість призвела до утворення "млинців" з матерії, які, надалі через той самий механізм розбилися на галактики, а ті — на зорі. Надалі, розширення Всесвіту визначається рівняннями Фрідмана, що пов'язують гравітаційну сталу, космологічну сталу, кривизну Всесвіту і густину речовини у ньому. Тобто, з усіх фундаментальних взаємодій, у цьому рівнянні представлена лише гравітація.
Нагрівання при гравітаційному стисканні дає енергію для запалювання зірок.
Тоді, як відносно малі тіла, як камені або люди, підтримують свою цілісність завдяки електромагнітним силам, саме гравітація підтримує великі об'єкти, від астероїдів до зірок, у сталій формі і не дає їм розпастися. 
Більшу частину матерії Всесвіту (темну матерію) ми можемо спостерігати тільки завдяки її гравітаційному тяжінню — наразі невідомо, чим саме є ця матерія, і не знайдено ніяких інших способів, яким вона взаємодіє з рештою всесвіту.

## Гравітація Землі
Земля, як і всі інші об'єкти нашого світу, має масу, і, відповідно, притягує інші тіла до себе. Сила, що діє на тіло з боку Землі дорівнює 
{\displaystyle F=G{\frac {Mm}{r^{2}}}},
а поєднавши це з другим законом Ньютона {\displaystyle F=ma}, можна побачити, що прискорення, котре діє на тіло, не залежить від його маси, і дорівнює 
{\displaystyle a=G{\frac {M}{r^{2}}}}
Ця величина називається прискоренням вільного падіння, позначається літерою g, і дорівнює 9.80665 м/с2. Точне значення прискорення трохи залежить від довготи і висоти над рівнем моря,як 
{\displaystyle g_{\phi }=9{,}780327\left(1+0{,}0053024\sin ^{2}\phi -0{,}0000058\sin ^{2}2\phi \right)-0{,}0003086h},
тому за g прийняте його значення на рівні моря і широті 45°. Таким чином, рівняння руху тіла, що вільно падає біля земної поверхні (без врахування опору повітря) 
{\displaystyle h=h_{0}-{\frac {gt^{2}}{2}}}
Щоби подолати земну гравітацію, космічний корабель повинен розвинути швидкість 11,2 км/с — ця величина носить назву друга космічна швидкість. (Насправді це твердження не зовсім точне. Уявімо собі космічний корабель з необмеженими запасами палива. Він може долати земну гравітацію навіть зі швидкістю пішохода, або й зовсім маючи нульову швидкість (адже на старті з космодрому космічний корабель має саме нульову швидкість, що не заважає йому успішно долати земну гравітацію). Правильно було б сказати, що коли космічне тіло, котре є супутником Землі, набуде швидкості 11.2 км/с, воно покине земну орбіту.)

## Інтернет-ресурси
- (укр.) Гравітація чи ілюзія? Розкриваємо таємниці теорії відносності